# Carrick-on-Suir

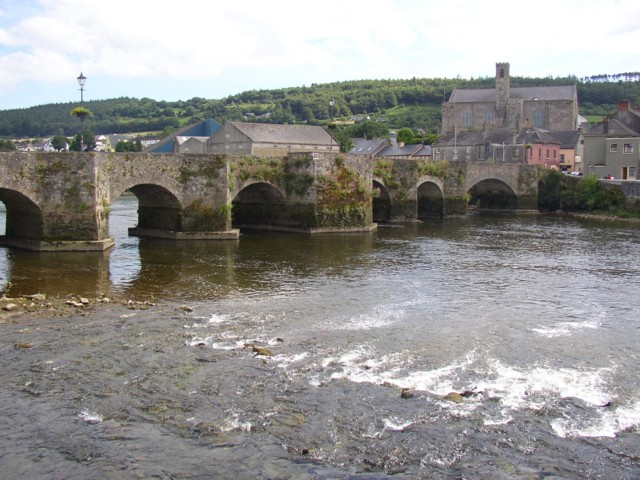
Carrick-on-Suir, The Old Bridge (15. Jahrhundert)

Carrick-on-Suir (irisch Carraig na Siúire; dt. etwa: „Der Felsen an der Suir“) ist eine Stadt am River Suir im County Tipperary im Süd(ost)en der Republik Irland.

## Der Ort
Die früheste Erwähnung von Carrick-on-Suir (ursprünglich Carrig Mac Griffin) datiert zurück in das Jahr 1247 zur Zeit der anglonormannischen Besetzung. Bis ins 18. Jahrhundert lag der Ort auf einer Insel im River Suir, bevor er durch die Ablenkung kleiner Flussarme mit dem Land verbunden wurde. Da der Fluss in der Stadt den Gezeiten unterworfen ist und Carrick-on-Suir weniger als zehn Meter über Meeresniveau liegt, könnte die Stadt in der näheren Zukunft von den Folgen der globalen Erwärmung betroffen werden.
Carrick-on-Suir liegt zum überwiegenden Teil im äußersten Südosten der Grafschaft Tipperary, während kleinere Teile der Stadt sich auch in den Countys Waterford und Kilkenny befinden. Ihre Einwohnerzahl wurde bei der Volkszählung 2022 mit 5752 Personen ermittelt.

## Verkehrsanbindung
Die Stadt liegt etwa in der Mitte zwischen Waterford City und Clonmel an der Nationalstraße N24 von Waterford City nach Limerick City.
Mit Iarnród Éireann ist Carrick-on-Suir per InterCity an den Schienenverkehr in Irland angeschlossen; nach Waterford City (27 km südöstlich gelegen) gehen täglich drei Züge (Stand März 2009) nebst einer Vielzahl von Busverbindungen.
Ein riverside walk führt entlang eines früheren Treidelkanals nach Clonmel.

## Kultur
Die vor allem in den 1960er-Jahren sehr populäre Folkmusikgruppe Folkgruppe The Clancy Brothers and Tommy Makem war in Carrick-on-Suir zuhause.

## Persönlichkeiten
- John Forrest Kelly (1859–1922), US-amerikanischer Erfinder
- Der Leichtathlet Tom Kiely (1869–1951) und die Radsportler Sean Kelly (* 1956) und Sam Bennett (* 1990) wuchsen nahe Carrick-on-Suir auf.
- Michael Heffernan (1885–1970), Politiker
- Alan McCormack (* 1956), Radrennfahrer
- Gerard Hogan (* 1958), Richter